# Çöl Ərəb
Çöl Ərəb è un comune dell'Azerbaigian situato nel distretto di Kürdəmir.